# Jean-Charles Alphand
Jean-Charles Adolphe Alphand (Grenoble, 1817 - París, 1891) fue un ingeniero civil de Puentes y Caminos, de nacionalidad francesa.
En 1854, Hausman le encargó la modificación de zonas recreativas y parques de los bosques de Bolonia y Vincennes, el trazado de los parterres de los Campos Elíseos y del Parque Monceau, y los jardines y fuentes del palacio del Trocadero. Se ocupa también de fortificaciones de París y fuertes avanzados.
Concluye brillantemente su carrera dirigiendo la Exposición de 1889 de París, habiendo dado lugar a la construcción de la famosa de la Torre Eiffel.
La memoria de Alphand fue conmemorada por la construcción, en ribete de la avenida Foch, del monumento de Dalou.
Está enterrado en el Cementerio del Père-Lachaise, en la división 66, sección 66. El monumento funerario que acoge sus restos está adornado con un retrato en busto, obra del escultor Jules-Félix Coutan.

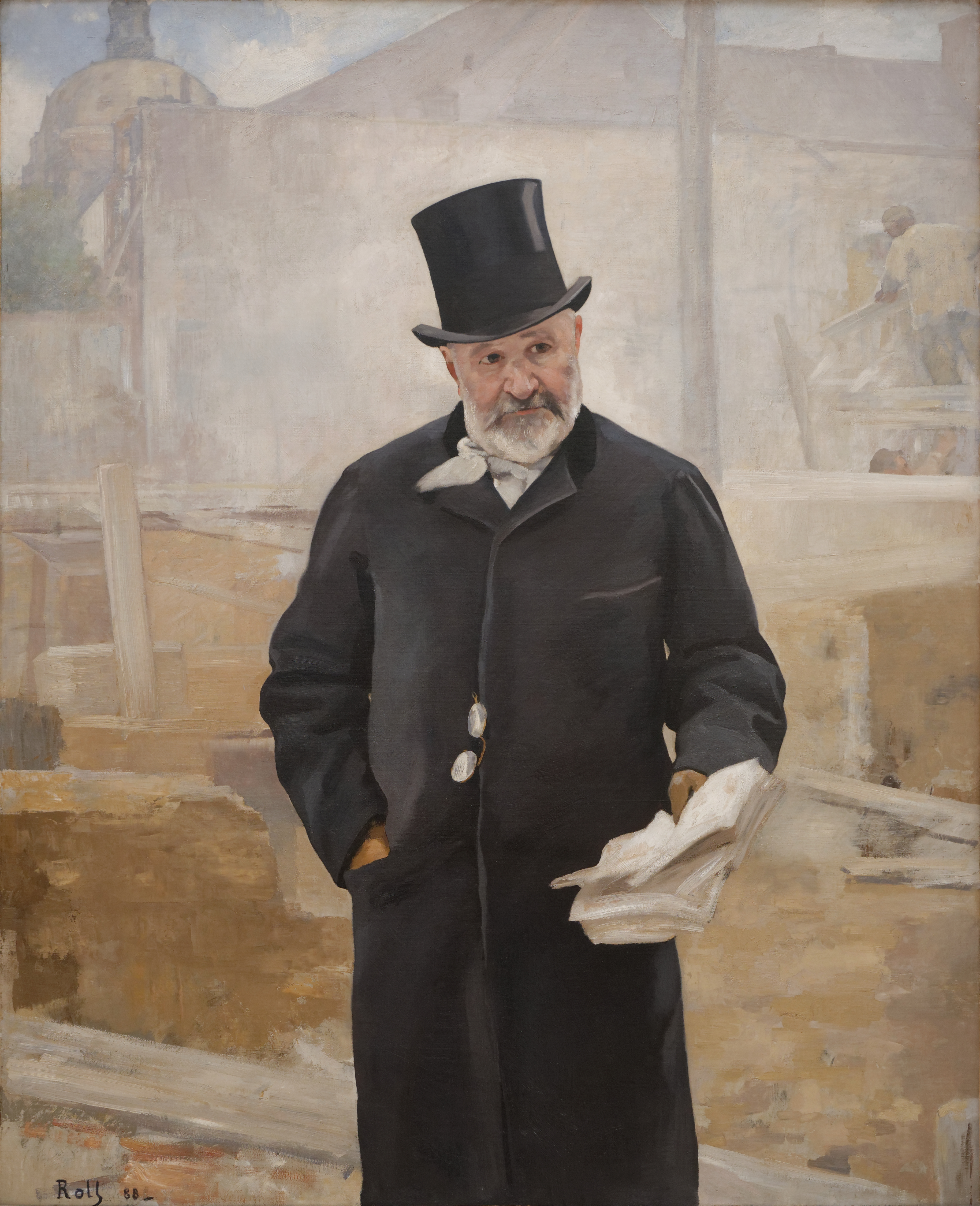
Alphand, retrato de Alfred Philippe Roll (1888), ubicado en Petit Palais.

- Datos: Q390367
- Multimedia: Jean-Charles Alphand / Q390367
- Especies: Jean Charles Adolphe Alphand